# Гарцелли, Стефано
Стефано Гарце́лли (итал. Stefano Garzelli; род. 16 июля 1973, Варесе) — итальянский профессиональный шоссейный велогонщик. Победитель Джиро д’Италия, двукратный горный король этой же гонки.

## Биография
Уже в юном возрасте Гарцелли начал заниматься велосипедным спортом и в 10 лет выступал за детскую команду родного города Варесе. В 1995 году он покинул родной город и стал заниматься в Брешиа. Результаты не заставили себя долго ждать и в 1996 году он выиграл Piccolo Giro di Lombardia — юниорский аналог классической гонки Джиро ди Ломбардия. Эта победа привлекла к талантливому юниору внимания профессиональных команд и 1997 год Стефано встретил с профессиональным контрактом с итальянской командой Mercatone Uno.
Гарцелли сразу же стал одним из основных грегари для лидера команды — Марко Пантани, а за внешнее сходство с ним получил прозвище Маленький пират (Пантани имел прозвище Пират). Уже на своей первой Джиро Гарцелли стал девятым в общем зачете, успешно заменив травмированного Пантани в роли капитана команды. Несмотря на статус помощника в команде Гарцелли не забывал о личных амбициях и на второй год пребывания в профессионалах он выиграл престижную многодневку Тур Швейцарии, а месяц спустя помог Пантани стать триумфатором Тур де Франс.
Два года спустя, на итальянской многодневке ситуация в корне изменилась — Пантани готовился к противостоянию с Лэнсом Армстронгом на Тур де Франс и рассматривал Джиро как подготовительную гонку. Поэтому капитаном на Джиро стал Гарцелли, имея в своем распоряжении такого звездного помощника как «Пират» и одну из мощнейших команд пелотона. И Гарцелли смог справиться с поставленной задачей. На 18-м этапе до Прато Невозо он стал первым, опередив в финишном спурте лидера гонки Франческо Казагранде и Джильберто Симони, которому суждено будет стать главным дуэльным соперником варесинца. На следующем этапе благодаря поддержки Пантани Гарцелли сохранил свою позицию в общем зачете, а на двадцатом этапе, которым была гонка с раздельным стартом, он стал третьим, перехватив розовую майку лидера перед этапом дружбы. В общем зачете и Казагранде и Симони проиграли Стефано около полутора минут и расположились вторым и третьим соответственно.
После победы на Джиро статус Гарцелли изменился и в состав Mapei-Quick Step он перешёл уже в качестве капитана. При этом Стефано не гнушался черновой работы на партнеров. Так он помог Паоло Беттини выиграть Льеж — Бастонь — Льеж, а сам стал на ней вторым. На Джиро Стефано достаточно успешно приступил к защите розовой майки, но в горах простудился и на 13-м этапе был вынужден покинуть гонку. Компенсацией для него стала победа на этапе Тура Швейцарии и 14-е место на Тур де Франс.
Спустя год его борьба за розовую майку завершилась ещё более драматично — он выиграл пятый этап Джиро, был лидером общего зачете, но в его допинг-пробе, взятой после второго этапа был обнаружен запрещенный диуретик Probenecid. Стефано был дисквалифицирован на 11 месяцев и вынужден был покинуть Джиро.
В 2003 году он вернулся в гонки в составе Vini Caldirola. Уже на первом этапе Джиро он захватил лидерство, выиграл третий и седьмой этапы, но на 18-м этапе он упал на спуске, потерял более шести минут времени и остался вторым, уступив принципиальному сопернику Джильберто Симони 7:06, опередив бронзового призёра Ярослава Поповича на мизерные 5 секунд благодаря активности на промежуточных спринтах.
В 2005 году всоставе новой команды Liquigas-Bianchi Гарцелли вновь упал на Джиро и вынужден был покинуть гонку. Единственным утешением сезона стала для него победа на родной гонке Тре валле Варезине. В следующем году он не стартовал на Джиро, поставив целью борьбу за победу на этапе Тур де Франс. Ближе всего к ней Гарцелли был на 15-м этапе, который завершался легендарный подъёмом Альп-д'Юэз, но в итоге стал третьим, позади Франка Шлека и Дамиано Кунего. В августе он защитил звание победителя на Тре валле Варезине.
В 2007 году Гарцелли вновь успешно выступил на Джиро, выиграв два этапа, один из которых в очном соперничестве с принципиальным соперником Симони. В общем зачете же итальянец занял 16-е место. Год спустя его команда Acqua & Sapone-Caffè Mokambo не была приглашена на Джиро, что не помешало Стефано одержать несколько побед на гонках более низкого уровня.
В 2009 году приглашение на главную итальянскую гонку было получено и Гарцелли показал на ней отличное выступление, заняв шестое место, выиграв этап (после дисквалификации Данило Ди Луки), а также первенствовав в зачете лучшего горовосходителя. Весной следующего года он выиграл общий зачет Тиррено-Адриатико, но из-за болезни не смог закончить Джиро. Но ещё до болезни Гарцелли выиграл горную разделку, которая проходила по склону горы Кронплац.
На Джиро-2011 Гарцелли прекрасно выглядел на первый этапах, так на этапе с финишем на вулкане Этна он стал третьим. Но на легендарной вершине Монте Дзонколан Стефано проиграл 17 минут, что поставило крест на его личных амбициях в общем зачете. Уже на следующем этапе, который проходил в ужасную погоду по тяжелейшему маршруту и включал в себя перевалы Джау и Федайа, Гарцелли бросился в отрыв. Проведя в сольном отрыве большую половину этапа, на последней горе он был настигнут баском Микелем Ниеве, который и выиграл этап. Гарцелли финишировал вторым, но набранные на этапе горные очки позволили надеть ему зеленую майку лучшего горовосходителя, с которой он не расставался до самого финиша Милане.
Гарцелли стал последним обладателем зеленой майки, так как уже на следующей Джиро горная майка из-за смены спонсора получила синий цвет. Но варесинец был лишен возможности побороться за обладание этой майкой, так как организаторы, как и в 2008 году, лишили Acqua & Sapone приглашения на Джиро.
В 2013 году в составе Vini Fantini–Selle Italia Гарцелли провел свою последнюю Джиро. На ней он выглядел бледно и занял далёкое 108-е место, уступив Винченцо Нибали почти три часа. После окончания гонки Гарцелли принял решение завершить спортивную карьеру в почти сорокалетнем возрасте.

## Выступления на Гранд турах
| Гонка        | 1997 | 1998 | 1999 | 2000 | 2001 | 2002 | 2003 | 2004 | 2005 | 2006 | 2007 | 2008 | 2009 | 2010 | 2011 | 2012 | 2013 |
| ------------ | ---- | ---- | ---- | ---- | ---- | ---- | ---- | ---- | ---- | ---- | ---- | ---- | ---- | ---- | ---- | ---- | ---- |
| Джиро        | 9    | 21   | Сход | 1    | Сход | Сход | 2    | 6    | Сход | -    | 16   | -    | 7    | Сход | 26   | -    | 108  |
| Тур де Франс | -    | -    | 32   | -    | 14   | -    | Сход | -    | 32   | 55   | -    | -    | -    | -    | -    | -    | -    |
| Вуэльта      | -    | -    | -    | -    | -    | -    | -    | 11   | -    | -    | -    | -    | -    | -    | -    | -    | -    |

## Личная жизнь
Стефано Гардзелли долгое время жил в Испании. Там он встретил свою супругу Марию. В семье растут четверо сыновей: Марко (21.11.2005), Лука (06.07.2007), Матео (09.06.2009) и Леонардо (05.02.2012).